# Julian Brave NoiseCat
Julian Brave NoiseCat (* 1993) ist ein US-amerikanisch-kanadischer Umweltaktivist und Filmregisseur, der aus dem indigenen Volk der Secwepemc stammt.

## Karriere
Noisecat wurde in Minnesota geboren und wuchs bei seiner Mutter in Oakland auf. Er studierte bis 2015 Geschichtswissenschaft an der Columbia University. Danach erhielt er ein Clarendon-Stipendium und machte einen zusätzlichen Abschluss in Globalgeschichte an der University of Oxford.
Er arbeitete ab 2018 für die linke amerikanische Denkfabrik Data in Progress und unterstützte Deb Haaland bei ihrer Kongresskandidatur. Anschließend wurde sie zur ersten indigenen Innenministerin der Vereinigten Staaten. Zudem setzte er sich für den Green New Deal und eine starke Rolle Indigener bei dessen Umsetzung ein.
NoiseCat beteiligte sich aktiv am Community Organizing. Im Jahr 2019 organisierte er eine Kanufahrt nach Alcatraz. Dies diente der Erinnerung an die Besetzung von Alcatraz von 1969, bei dem Indigene für die Einhaltung ihrer Rechte demonstrierten. Zudem fand eine Ausstellung mit Vorträgen im San Francisco Museum of Modern Art über die damalige Besetzung statt, an der auch NoiseCat als Redner teilnahm.
NoiseCat schreibt als Journalist über Indigene und Umweltschutz, so für die New York Times, Washington Post, The Atlantic, The Guardian, Politico oder Canadian Geographic. Das Time Magazine wählte ihn 2021 auf seine Liste „Time100 Next“ und er erhielt 2022 den American Mosaic Journalism Prize. Mit dem Verleger Alfred A. Knopf arbeitet er an einer Buchveröffentlichung unter dem Titel We Survived the Night.
Im Jahr 2024 inszenierte er mit Emily Kassie den Dokumentarfilm Sugarcane, in dem es um namenlose Gräber an öffentlichen Schulen in Reservaten geht. Der Film feierte auf dem Sundance Film Festival Premiere und wurde mit Jurypreis für die Beste Regie ausgezeichnet. Außerdem wurde er auf über 40 Filmfestivals für Preise nominiert und erhielt dreizehn davon. Zuletzt wurde NoisceCat 2025 zusammen mit Kassie und dem Produzenten Kellen Quinn bei der Oscarverleihung 2025 für den Preis in der Kategorie Bester Dokumentarfilm nominiert.

## Auszeichnungen (Auswahl)
- 2021: Time100 Next[16]
- 2024: BendFilm Festival in der Kategorie Bester indigener Film für Sugarcane
- 2024: Sundance Film Festival in der Kategorie Beste Regie eines US-Dokumentarfilms für Sugarcane
- 2024: Sonderpreis der Jury des Seattle International Film Festival für Sugarcane
- 2024: San Francisco International Film Festival in der Kategorie Bester Dokumentarfilm für Sugarcane
- 2024: IDA-Award-Nominierungen in den Kategorien Bester Regisseur und Bester Dokumentarfilm für Sugarcane
- 2024: Filmfest-Hamburg-Nominierung in der Kategorie Politischer Filmpreis für Sugarcane
- 2025: Vanguard Award
- 2025: Independent-Spirit-Award-Nominierung für Sugarcane
- 2025: DGA-Award-Nominierung Beste Regieleistung in einem Dokumentarfilm für Sugarcane
- 2025: Oscar-Nominierung in der Kategorie Bester Dokumentarfilm für Sugarcane